# Bling Dawg

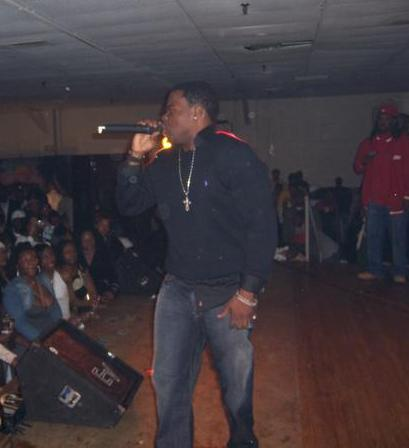
Bling Dawg live 2009

Bling Dawg, auch bekannt als Ricky Rudie (* 1982 als Marlon Ricardo Williams in Kingston, Jamaika), ist ein jamaikanischer Reggae- und Dancehall-Deejay.

## Biografie
Williams wurde 1982 in Kingston auf Jamaika geboren und wuchs in Portland Parish und später in Miami in den USA auf. Sein erster Künstlername Ricky Rudy ist eine Anspielung auf den jamaikanischen Ausdruck Rude Bwoy. Diesen trug er schon auf Jamaika. Seinen späteren Künstlernamen Bling Dawg hat er in Miami von Freunden erhalten, nachdem er sich ein silbernes Hundehalsband zulegte (Bling Dawg ist ein Slangausdruck für Blinking Dog und bedeutet Blinkender/Glitzernder Hund). Seit 2001 trägt er nur noch den Namen Bling Dawg.
In Miami begann Bling Dawg bei verschiedenen Soundsystems als Deejay. Durch die jamaikanischen Musiker Dugsy Ranks und Biko Bailey lernte er den jamaikanischen Deejay Bounty Killer kennen. Sie nahmen zusammen ein paar Songs auf; danach schlug Bounty Killer ihm vor, zurück nach Jamaika zu ziehen, da Dancehall dort populärer ist. 1999 veröffentlichte er seine erste Single mit dem Namen Got It Goin’ On auf dem Label VP Records. Auf Jamaika lernte er ein Jahr später dann Beenie Man kennen, der gerade an sein neuem Track Circumstances auf dem bekannten Orgasm Riddim arbeitete. Zusammen nahmen sie den Song Facts auf demselben Riddim auf, der aber später nicht auf dem Riddim-Album enthalten war.
Bling Dawg war auf vielen bekannten Reggae- und Dancehall-Festivals vertreten, wie z. B. dem Sting Festival, Fully Loaded oder dem Reggae Sumfest.
Er hat Songs auf vielen bekannten Riddims getoastet bzw. gesungen, z. B. auf dem Martial Arts Riddim, Applause Riddim, Good To Go Riddim oder dem Egyptian Riddim.

## Diskografie

### Singles, Dubplates
| - 1998 – Tek Me Weh – Vibes House - 1999 – Got It Goin’ On – VP Records - 2000 – Give Thanks – Springvale Music - 2000 – Risen To The Top – Massive B - 2001 – Kiss My Baby Good Morning – Natural Bridge - 2001 – Massacra – True Blue Family - 2001 – Nah Stop – Mentally Disturbed Vinyls - 2001 – Work Fi Dat – Digital-B - 2002 – All Night Party – Diamond Rush Productions International - 2002 – Digicel – Mentally Disturbed Vinyls - 2002 – Stress Free – 40/40 Productions - 2002 – Video Light – VP Records - 2003 – Gal Dem Charming – Danger Zone - 2003 – We Roll – South Block - 2003 – Head Up High – 40/40 Productions - 2003 – Hype For A Minute – Jah Snowcone - 2003 – Know Me – First Name Music - 2003 – Love And Joy – Cali Bud - 2003 – Propaganda – 40/40 Productions | - 2003 – Stepping Up – Mark Of The West - 2003 – Weed Weed Weed – Builders - 2003 – What Girls Want – Builders - 2004 – Dicky Dicky – Black House Records - 2004 – Done Know Jah Rule – Broadyard - 2004 – Floss On – Baby G Productions - 2004 – Must Be Crazy – Renaissance Records - 2004 – Oh No – Don Corleon Records - 2004 – Pum Pum Promoter – Baby G Productions - 2004 – Realist – Don Corleon Records - 2004 – Girl Tonight – Big Yard Music Group Ltd. - 2004 – Rude Boy Regime – Loony Bin Records - 2004 – Run De Place – Renaissance Records - 2004 – She Want The Odd – Echo - 2004 – Softers – Crib Entertainment - 2004 – Force Ripe – Purple Skunk Records - 2004 – Too Much Gun Shot – John John Records - 2004 – Weed – Fresh Ear - 2006 – Gold Digger – 40/40 Productions |

### Mitgewirkt
- 2004 – Two Culture Clash – Two Culture Clash – V2 Records (Album)
- 2008 – Sud Sound System – Dammene Ancora – Universal Music (Italien), V2 Records Italy (Album)
- ? – Various Artists: Portland Splash – Palz Production (VHS/DVD)